# Système de santé belge
Le système de santé de la Belgique est l'organisation que les services du pays accorde aux soins, à leur dispensation et leur prise en charge socio-économique.

## Centres hospitaliers universitaires

### Francophones
- Cliniques universitaires Saint-Luc (Bruxelles), lié à l'UCLouvain
- CHU UCLouvain Namur (Mont-Godinne, Dinant et Salzinnes), appartenant à l'UCLouvain[1]
- Hôpital Universitaire Erasme (Bruxelles), appartenant à l'ULB[2]
- CHU de Liège (comprend plusieurs sites dans l'agglomération de Liège), appartenant à l'Université de Liège

### Néerlandophones
- UZ Leuven (Louvain), appartenant à la KU Leuven[3]
- UZ Antwerpen (Anvers), appartenant à l'UA[4]
- UZ Brussel (Jette), appartenant à la VUB[5]
- UZ Gent (Gand), appartenant à l'UGent[6]